# 利斯納斯洛比德卡
48°36′31″N 24°58′18″E / 48.60861°N 24.97167°E
利斯納斯洛比德卡（烏克蘭語：Лісна Слобідка），是烏克蘭的村落，位於該國西部伊萬諾-弗蘭科夫斯克州，由科洛梅亞區負責管轄，始建於1940年，面積33.41平方公里，2001年人口1,651。